# FK Dinamo Samarkand
FK Dinamo Samarkand is een Oezbeekse voetbalclub uit de stad Samarkand.
De club werd opgericht in 1960 en is een van de oudste clubs van het land. In 2016 degradeerde de club uit de hoogste klasse.

## Naamswijzigingen
- 1960 — 1963: Dinamo Samarkand
- 1963 — 1967: Spartak Samarkand
- 1967 — 1968: Sogdiana Samarkand
- 1968 — 1970: FK Samarkand
- 1970 — 1976: Stroitel Samarkand
- 1976 — 1991: Dinamo Samarkand
- 1991 — 1993: Maroqand Samarkand
- 1993 — 1997: Dinamo Samarkand
- 1997 — 1998: Afrosiyob Samarkand
- 1998 — 2000: FK Samarkand
- 2000 — 2008: FK Samarkand-Dinamo
- 2000 — ????: FK Dinamo Samarkand